# 埃夫利娜·佩勒曼
埃夫利娜·佩勒曼（法語：Eveline Peleman，1993年—），比利时女子赛艇运动员。她曾代表比利时参加荷兰阿姆斯特丹举行的2014年世界赛艇锦标赛，获得女子轻量级单人双桨金牌。